# Wisent (Wappentier)

Goldener Wisent im Wappen der Oblast Brest

Der Wisent ist in der Heraldik eine gemeine Figur und ein wenig verbreitetes Wappentier.
Dargestellt wird ein Wildrind mit stark ausgeformtem Nacken (wichtiges Merkmal) und zottigem Fell. Das Tier kann in allen heraldischen Farben dargestellt werden. Auch die unheraldische Farben braun/natürlich sind möglich. Die Bewehrungen, wie z. B. Hufe und Hörner, können abweichend tingiert sein und sind dann in der Blasonierung gesondert zu erwähnen. Es wird stehend, laufend oder selten aufgerichtet im Wappenfeld gezeigt. Der Kopf kann auch zum Betrachter (en face) gewendet sein und ist in der Beschreibung zu erwähnen. Bei der alleinigen Frontaldarstellung des Tierkopfes ist oft die Wappenbeschreibung zur eindeutigen Bestimmung erforderlich, da Verwechslungen mit ähnlichen Wappentieren (Stier, Ochse usw.) zu vermeiden sind.
Eine besondere heraldische Symbolkraft, außer Stärke und Robustheit, ist nicht erkennbar. Das Wappentier wird in Wappen mehr wegen seines natürlichen Auftretens genutzt.

Brauner Wisent hersehend im Wappen von Perloja
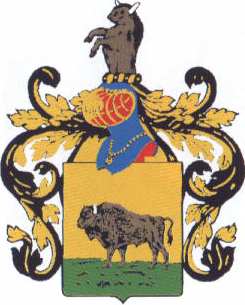
Wisent in Schild und Oberwappen: Schleiz
Roter Wisentkopf im redenden Wappen von Wieseth